# 伊達直斗
伊達 直斗（だて なおと、1965年10月19日 - ）は、静岡県出身のマルチタレント（俳優、ラジオパーソナリティ、ラジオDJ、脚本家、構成作家）。身長181cm。体重69kg。

## プロフィール
80年代～90年代は的場浩司や石橋凌、松村雄基の敵役として悪役が多かった。
鼻筋が美し過ぎる、肌が綺麗すぎる還暦を迎える誰からも羨ましい存在。
ファンの間ではJapaneseアランドロンと言われる。低音ボイスがセクシーである。
NHK　Eテレ　魔界探偵　魔界同盟では主演、脚本、演出、スーパーバイザー。
それ以降、硬派な正義の味方、刑事役が多い。
車好きで、若い頃から高級外車の遍歴が凄い。
伊勢志摩のジェットスキーチームクジラのしっぽのメンバーでもある。
多くのプロボクシング世界王者や力士と交友があり、シュートボクシングではmcatらとシーザー武志会長にリングで花束を渡したり、故・東関大五郎親方や高見盛（振分親方）の断髪式で鋏を入れている。
伝説の毒舌ラジオ番組『ストンピング畑』のパーソナリティとして活動した。
全国的にはNHK教育テレビ『天才てれびくんワイド』のドラマ「魔界探偵」、「魔界同盟」の玄武役で知られる。「魔界同盟」では脚本も担当した。
大晦日の『天才てれびくんワイド』の特別番組では、一般小学生からの便りを元にNHKが制作したドラマ『学校伝説』の脚本と演技指導などがドキュメントで放送され、朝日新聞（2000年12月17日）でも取り上げられた。
ニッポン放送のインターネット番組『ブロードバンド!ニッポン』の最多ゲストとなり、冨田憲子の番組ではコーナーを持っていた。伊達直斗特番3時間生放送では同じ年齢の中森明菜の曲だけでボクシングチャンピオンや人気プロレスラーをゲストに迎えるワンマンぶり。20代の頃からヤンチャロック歌手の間で「猛獣使い」と言われるほど説得力があったと火野正平が語った。
内閣府と警察庁、日本財団主催の犯罪被害者支援イベントにも三浦祐太朗と参加していた。
警視庁の教養ビデオ、組織対策部・交通部・生活安全部・地域部に出演していた。
2008年5月に東京都港区へ設立した株式会社アーティストFIVEには伊達のほか、
太田美知彦・的場凛・宮戸優光・黒沢博が所属している。
2022年6月19日、2021年7月3日に起きた生まれ故郷の伊豆山土砂災害で自ら企画して、あべ静江、叶ありさ（circus）、半田健人、芋洗坂係長、太田美知彦を招いて伊豆山小学校体育館でコンサートを開き無料招待した。
2023年9月24日、第二回伊豆山の和・輪・環・話・WA～をあべ静江　叶高（サーカス）叶ありさ（サーカス）半田健人　太田美知彦と無料開催した。当日本人は二日前に撮影現場で熱中症にかかったことをIKCの番組で明かした。
また2024年公開のイン・ユア・ブラッド・ホキ内伝で北野武とのツーショットが制作会社のSNSで公開されている。
『静かなるドン』シリーズで香川照之編の山波敬介（新鮮組系山波組組長）役を演じた。
シリーズ９作目では、鬼洲組に山波組事務所が襲撃された上に、傘下の生真面目組組長（平田満）が殺された仕返しに独り向かおうとするが、察した新鮮組幹部達に止められ、全員で鬼洲組に乗り込んだ。
2025年　主演映画　名もなき池　が制作会社の詐欺疑惑問題で朝からワイドショーに引っ張りだこ。
本人はこの映画で全くの被害者である。

## 参加作品

### テレビ
- 天才てれびくん 魔界探偵シリーズ - 全作主演 玄武役
- 天才てれびくん 魔界同盟シリーズ - 全作主演 玄武役
- 天才てれびくんワイド夏特番・大晦日特番 - ゲスト
- 教師夏休み物語 - レギュラー 石原亮役
- 代紋TAKE2 丈二木更津に死す - 尾形悟役
- サラリーマン金太郎3 - 倉橋敬介役
- 湯けむり仲居純情日記 - 赤井慎吾役
- 十津川警部夫人の旅情殺人推理 - 岡本弁護士役
- OLたちのざけんなよ! - 小石川ひろし役
- ホームレス中学生 - 医師役
- SP 警視庁警備部警護課第四係 - 加藤修平役
- ゆっくり歩け、空を見ろ - 取立屋役
- ショカツの女 新宿西署 刑事課強行犯係 -本庁 警部補 水原一樹役
- ショカツの女 新宿西署 刑事課強行犯係2 - 本庁警部 水原一樹役
- 金魚のフン - レギュラー 山田裕次郎役
- 7人の女弁護士 - 検察官役
- 朝いち!ゴルフ - レギュラー
- 北アルプス山岳救助隊・紫門一鬼3 - 辻井貴史役
- ぶっコギ! - ほしのあき＆肉まんコント
- プラチナ・シート - レポーター
- 徹底解明 - メインキャスター
- SAKURA〜事件を聞く女〜 - 北井幸樹役
- アイムホーム - エロ課長役
- 警視庁さくらポリス課〜史上最強の姉妹捜査官　捜査一課管理官役
- マザー・強行犯係の女〜傍聞き　羽角宗則役
- 特命刑事 カクホの女2（2019年） ‐ 栗山哲 役

### 映画
- 静かなるドン ザ・ムービー - 山波敬介 役
- 劇場版 仮面ライダー555 パラダイス・ロスト - ワイルドボア 役
- 銀座愛物語 クラブアンダルシア - 東海林博 役
- ソロモンの偽証 前編 - 英語教師 役
- ソロモンの偽証 後編 - 英語教師 役
- AI崩壊 - 執刃医 役
- イン・ユア・ブラッド（ホキ内伝）藤原圭祐役　2024年公開
- 名もなき池（2025年） - 主演

### CM
- サッポロ黒ラベル~乾杯編
- スカンジナビア航空
- T-FAL
- ウイザード
- ガレージ館
- 内閣府　2021年新型コロナ感染拡大予防~
- WHAT’HITO-COM?ヒトコム課長役　ヒト・コミュニケーションズ　2021年6月~
- ライザップゴルフ　2021年~

## MC
- サッポロビール「生搾り」全国記者発表会総合司会
- 山之内製薬恵比寿ガーデンプレイス 記者発表会
- 夕刊フジ「株式投資指南2006」若林史江トークショー
- 全経連プレジデントクラブ
- サッポロビールビーチフェスタ
- ミス梅娘コンテスト
- 伊豆新世紀創造祭ワカガエル21 イベント
- 神奈川県神輿保存会記念イベント
- 後楽園親子ふれあい イベント

## ナレーション
- 聖マリアンナ医科大学病院 記念ビデオ
- ヒューテック株式会社 新製品プロモーション
- アスカコーポレーション 化粧品サプリメントの裏側

## 脚本
- 魔界同盟（NHK）
- 学校伝説（NHK）
- 葛藤~個性とカーレライス　半田健人主演。
- ミューマ捜査官シリーズ